# 가좌도서관

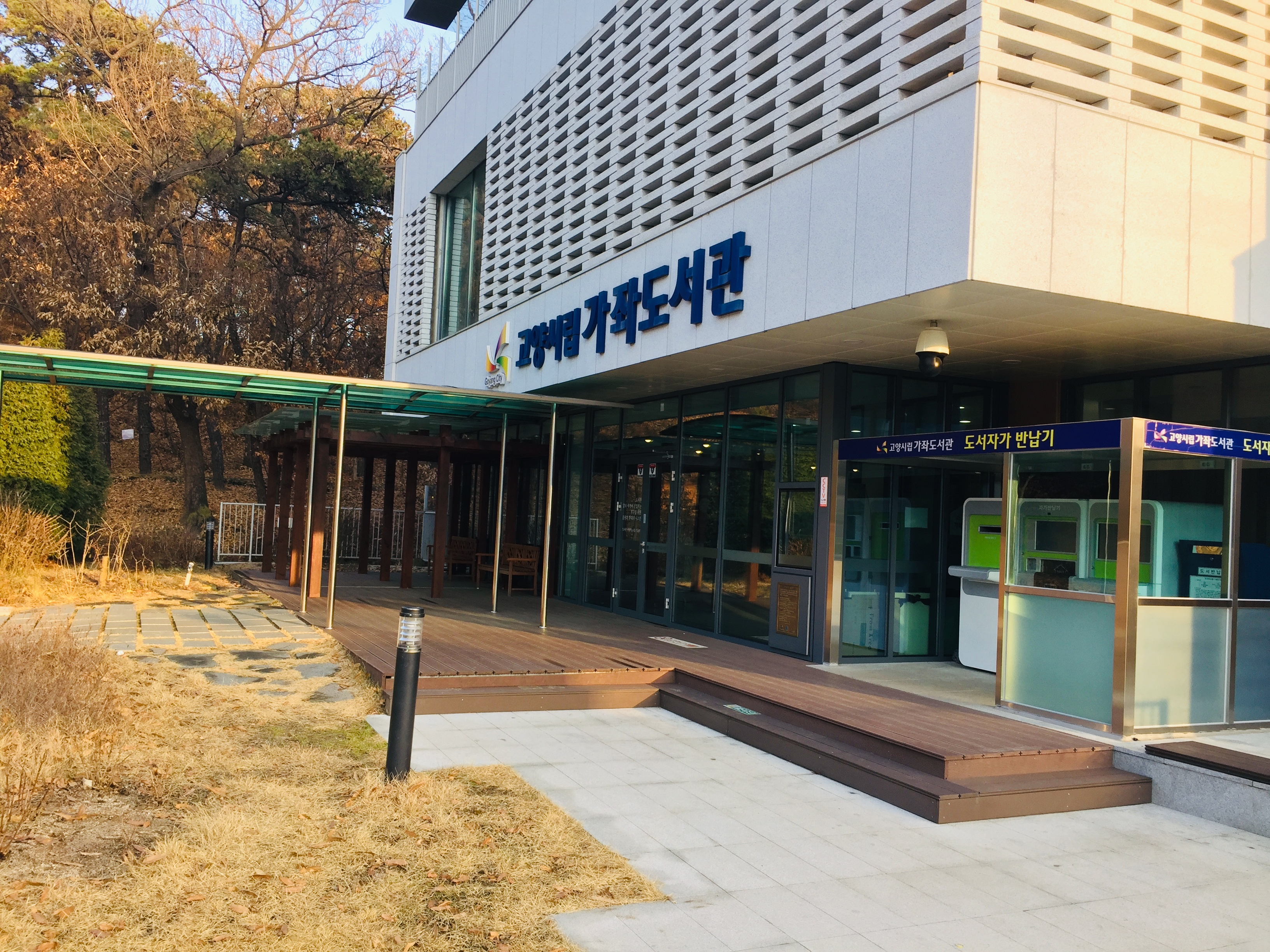
가좌도서관 출입구

가좌도서관은 경기도 고양시 일산서구에 있는 도서관이다.

## 연혁
- 가좌도서관은 2016년 10월 17일 개관하였다.

## 시설현황
- 4층 : 시청각실, 교양교실, 열람실, 사무실, 휴게실
- 3층 : 종합자료실, 디지털자료실, 연속간행물실
- 2층 : 안내데스크, 어린이자료실(유아열람실)
- 1층 : 가좌보건지소(사무실, 진료상담실, 모유수유실, 프로그램실, 건강마루, 운동관리실, 물리치료실, 100세 건강실)
- B1층 : 보존서고, 주차장, 용역원실

## 이용 안내
이용 시간
- 열람실: 3월~10월 07:00 ~ 23:00 / 11월~2월 08:00 ~ 23:00
- 종합자료실: (월~금) 09:00 ~ 22:00 / (토~일) 09:00 ~ 18:00
- 어린이자료실: 매일 09:00 ~ 18:00
- 연속간행물실(정기간행물실): 09:00 ~ 18:00
- 디지털자료실(정보검색실): (월~금) 09:00 ~ 22:00 / (토~일) 09:00 ~ 18:00

휴관일
- 매월 두번째, 네번째 월요일
- 이용시간 외 도서반납 시 무인반납기를 이용한다. 상호대차 책의 경우 무인반납기 옆 파란통에 넣으면 된다.